# Isak Johansson Tornberg
Isak Johansson Tornberg (även skrivet Isak Johannes Tornberg), född 1677 i Kautokeino, Norge, död 29 september 1743 i Övertorneå, Sverige, var en svensk präst och brukspredikant. 
Han föddes i Kautokeino, Norge, och tjänstgjorde brukspredikant i Kengis år 1710 och utnämndes till komminister i Hietaniemi 1718, en position han innehade fram till sin död 1743. Han var son till kyrkoherden Johannes Nicolai Tornberg (1640–1717) och Brita Isaksdotter Curtilia (1651–1740).